# Болотин, Николай Дмитриевич
Николай Дмитриевич Болотин — советский хозяйственный, государственный и политический деятель.

## Биография
Родился в 1923 году в Москве. Член КПСС с 1944 года.
Участник Великой Отечественной войны в составе 17 завп, тех. авбз 251 и 958 шап 280 сад 14 ВА. С 1948 года — на хозяйственной, общественной и политической работе. В 1948—1990 гг. — хозяйственный, советский и партийный работник в городе Москве, председатель исполкома Пролетарского районного совета города Москвы, первый секретарь Пролетарского райкома КПСС города Москвы, заведующий отделом Московского городского комитета КПСС, заместитель председателя Московского городского совета ветеранов войны и труда.
Делегат XXIV, XXV и XXVI съездов КПСС.
Умер в 1988 году. Похоронен на Кунцевском кладбище Москвы.